# Hermann H. Hahn

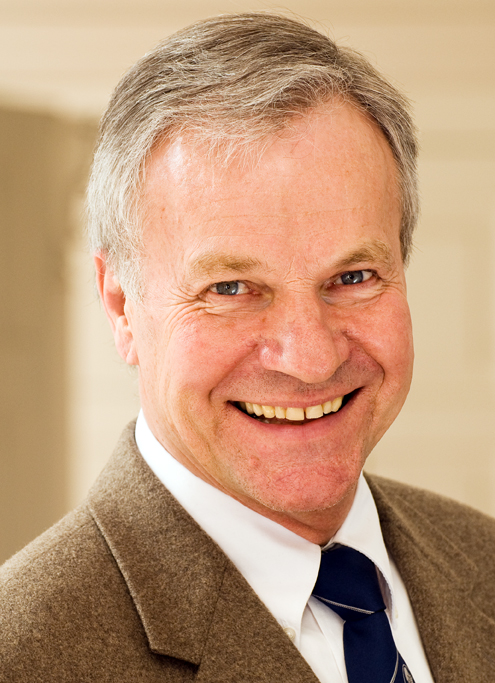
Hermann H. Hahn (2009)

Hermann H. Hahn (* 2. August 1940 in Immenstadt) ist deutscher Ingenieur und emeritierter Universitätsprofessor für Siedlungswasserwirtschaft.

## Leben
Hermann H. Hahn kam am 2. August 1940 in Immenstadt zur Welt. Nach dem Abitur 1959 in Kempten studierte er zunächst Bauwesen an der Technischen Hochschule München mit Abschluss 1963/64 als Dipl.-Ing. An der Harvard University in Cambridge folgte ein Studium der Wasserchemie, das er 1965 mit M.A. und schließlich 1968 mit Promotion (Ph.D.) abschloss. 1968/69 war er wissenschaftlicher Mitarbeiter in Forschung und Lehre an der Harvard University. 1969 folgte er einem Ruf als Professor an die Universität Karlsruhe an das Institut für Siedlungswasserwirtschaft, dessen Direktor er ebenfalls 1969 wurde. Heute ist er emeritierter Universitätsprofessor für Siedlungswasserwirtschaft. Seine Tätigkeitsfelder sind Forschung und Lehre im aquatischen Umweltschutz, Technologietransfer, Beratung von Wirtschaft, Verwaltung und Politik.

### Ehrenamtliche Tätigkeiten

#### In der Universität
Hahn ist Kommissionsvorsitzender zahlreicher Ausschüsse. Von 1979 bis 1981 war er Dekan der Fakultät für Bauingenieurwesen und von 1989 bis 1995 Prorektor der Universität Karlsruhe. Seit 1983 ist er Erasmusbeauftragter dieser Fakultät.

#### Außerhalb der Universität
Hahn ist Mitglied von Kommissionen der Deutschen Forschungsgemeinschaft, der Bundesministerien BMU, BMBF, gehörte von 1972 bis 1975 zu den Kommissionen der OECD, 1973 bis 1983 der Weltgesundheitsorganisation und von 1981 bis 1983 der World Meteorological Organization. 1985 war er Gutachter für Tianjin (Volksrepublik China). Er gehört dem Umweltforum des Landes Baden-Württemberg an und ist stellvertretender Vorsitzender des Umweltbeirates der evangelischen Landeskirche Baden. Hahn ist seit 1986 Vorstandsmitglied der ATV (Vereinigung für Wasserwirtschaft, Abwasser, Abfall). Von 1996 bis 2006 war er Präsident der ATV/DWA und von 1998 bis 2001 Vizepräsident der Internationalen Vereinigung IWA. Er ist Vorsitzender des Vorstandes des Freundeskreises der evangelischen Akademie in Baden. 2006 wurde er Sekretar der Heidelberger Akademie der Wissenschaften, Akademie der Wissenschaften des Landes Baden-Württemberg, und von 2009 bis 2013 deren Präsident.
Hahn ist verheiratet und hat zwei Söhne.

## Auszeichnungen
- Stipendium für besonders Begabte des Freistaates Bayern
- Fulbright Scholarship
- Gordon McKay Fellow (Harvard University)
- Honorary Societys „Sigma Xi“ und „Delta Omega“
- Goldene Ehrennadel der ATV (1979)
- Verdienstorden der Bundesrepublik Deutschland (1991)
- Dr.-Ing. Ehrenhalber Fakultät für Forst-, Geo- und Hydrowissenschaften (2004)
- Aufnahme in die Heidelberger Akademie der Wissenschaften (2002)
- Aufnahme in die Deutsche Akademie der Technikwissenschaften (acatech) (2004)
- Ehrenprofessur der chinesischen Akademie der Umweltwissenschaften (2004) und der Hunan-Universität/Shandong PR China (2004)
- Senator Ehrenhalber der Budapester Technischen Universität (2004)
- Ehrenmitglied des österreichischen Wasserwirtschaftsverbandes, des RAL Güteausschusses Güteschutz Kanalbau, der Deutschen Vereinigung für Wasserwirtschaft
- Ehrenmedaille der Messe München
- Verdienstkreuz 1. Klasse der Bundesrepublik Deutschland (2009)

## Werke seit 2000 (Auswahl)
Hahn hat mehr als 230 (80 rezensierte) wissenschaftliche Beiträge verfasst, ist Autor von Lehrbüchern, Herausgeber zweier Buchreihen (früher Springer-Verlag, heute IWA Publishing und Oldenbourg).
- Die Bedeutung der Siedlungswasserwirtschaft für den regionalen Stoffhaushalt. In: Peter Krebs (Hrsg.): Stoffhaushalt in der Siedlungsentwässerung. (= Dresdner Berichte. Bd. 16). ISI, Technische Universität Dresden, 2000, S. 1–16.
- Herausforderungen an einen deutschen Wasserwirtschaftsverband im Zeitalter der Informationstechnik. In: Zukunft der Wasserwirtschaft – Zukunftsaufgaben des ÖWAV. Österreichischer Wasser- und Abfallwirtschaftsverband, Wien 2000.
- Die wasserwirtschaftlichen Konsequenzen des EU-Beitritts anhand der Situation in der Abwasserentsorgung. 6. Internationale Sommerakademie, St. Marienthal. „Wasser im 21. Jahrhundert – Perspektiven, Handlungsfelder, Strategien“. DBU, Osnabrück 2000.
- Stadtentwässerungsanlagen – Realität und Wunschdenken. In: Wassermanagement im 21. Jahrhundert. Emscher Genossenschaft, Essen 2001, S. 205–211.
- Der Mittelstand ist oft flexibler. In: wwt, awt Wasserwirtschaft Wassertechnik. H. 3, 2001, S. 7.
- Das Für und Wider der landwirtschaftlichen Klärschlammnutzung. In: Karl J. Thomé-Kozmiensky: Verantwortungsbewusste Klärschlammverwertung. TK Verlag, 2001, S. 203–218.
- Agricultural use of sewage sludge – A controversial issue. In: H. Kroiss (Hrsg.): Sewage Sludge Disposal sustainable and/or reliable solutions. (= Wiener Mitteilungen, Wasser, Abwasser, Gewässer. Bd. 171). Institut für Wassergüte und Abfallwirtschaft, Technische Universität Wien, 2001, S. 11–20.
- Was Ingenieure von Juristen lernen sollten. In: KA – Korrespondenz Abwasser, Abfall. Heft 8, 2002.
- Der Mittelstand ist of flexibler. In: Wasserwirtschaft Wassertechnik WWT AWT. Nr. 3, 2002, S. 7.
- Wassertechnik – Wassertechnologie. In: Benno Parthier (Hrsg.): Wasser – essentielle Ressource und Lebensraum. (= Schriftenreihe Nova Acta Leopoldina. NF. Bd. 85, Nr. 323). Deutsche Akademie der Naturforscher Leopoldina, Halle (Saale) 2002, S. 375–396.
- Gewässerschutz in der Fläche – Herausforderungen der Wasser-Rahmenrichtlinie. In: Dresdner Berichte. Band 23, 2003, S. 15–32.
- Herausforderungen für die Wasserver- und Entsorgung in den sich industrialisierenden Ländern. Beitrag zum Kooperationsforum Wasser/Abwasser 5. November 2003, Bayern Innovativ.
- Wasserversorgung und Abwasserentsorgung – Eine technische, wirtschaftliche und moralische Herausforderung. VSA-Symposium vom 5. September 2003 in Winterthur „Wasser; Lebensquell und Wirtschaftskraft“
- Welche Sicherheit kann und muss die Versorgung mit Trinkwasser in Deutschland bieten? In: GWF Wasser Abwasser. Band 145, Nr. 4, 2004, S. 217.
- Vorfällung – eine alte Geschichte, neu zu beleben? 32. Abwassertechnisches Seminar. In: Berichte aus Wassergüte- und Abfallwirtschaft Technische Universität München. Nr. 180, 2004, S. 35–58.
- Wasserverbrauch in Haushalten und Landwirtschaft sowie Möglichkeiten zur Wassereinsparung. In: Veröffentlichungen der Umweltakademie des Umweltministeriums des Landes Baden-Württemberg. 2005.
- Wenn dein Kind dich fragt – zum Beispiel: Wasser: Ein Brief an vielleicht noch nicht geborene Enkel. In: Evangelische Aspekte. 2/2005, S. 19–25.
- 75 Jahre integrale Wasserwirtschaft im Einzugsgebiet der Wupper. In: Kommunalwirtschaft. Sonderausgabe 2005, S. 4.
- Die zukünftige Organisation der Wasserwirtschaft – Wer plant, finanziert und setzt die sich aus der Wasserrahmenrichtlinie ergebenden Maßnahmen um? In: Flussgebietmanagement – 6. Workshop zu Gegenwart und Zukunft der Wasserwirtschaft. DWA, Hennef 2005, S. 1–9.
- Die Wasserwirtschaft Deutschlands – wie sie die anderen sehen. In: .10 Jahre Eigenbetrieb SES – über 125 Jahre Stadtentwässerung. (= SES Schriftenreihe. Band 3). Stuttgart 2005, S. 8–21.